# Bombardement de Fribourg (10 mai 1940)
Il ne s'agit pas du seul bombardement de Fribourg. Pour le bombardement du 27 novembre 1944, voir Opération Tigerfish.
Le bombardement de Fribourg eut lieu le 10 mai 1940 et fut l'œuvre de trois bombardiers de la Luftwaffe dont les équipages étaient inexpérimentés et induits en erreur par la météo.

## Déroulement
Le 10 mai 1940, en soutien au lancement de la bataille de France, neuf bombardiers Heinkel He 111 décollent de la base aérienne de Landberg am Lech (de) à 14 heures 27. Leur mission est un bombardement de Dijon et de Dole. Durant la traversée de la Forêt-Noire, le plafond nuageux entre 1 500 et 2 000 mètres d'altitude les égare. Désorientés, les pilotes lâchent leurs bombes sur Fribourg à 15 heures 59.
L'objectif que visent les bombardiers est l'aérodrome de Fribourg, mais seules dix bombes touchent ce dernier ; trente-et-une autres tombent sur l'ouest de la ville ; quatre n'éclatent pas, six explosent à proximité de la caserne Gallwatz, onze sur la gare centrale de Fribourg. Au total, les 69 bombes de 50 kilogrammes lâchées par les avions tuent cinquante-sept personnes, dont vingt-deux enfants entre trois et dix ans, treize femmes et vingt-deux hommes dont onze soldats. Les trois avions sont distinctement observés par la population civile, mais ne sont pas identifiés, sauf par quelques militaires qui font parvenir un rapport secret au ministère,.

## Réactions et conséquences
« Parmi les 57 victimes du bombardement accidentel effectué par des avions allemands sur Fribourg le 10 mai 1940, 20 enfants ont été tués. 13 d'entre eux sont morts dans cette aire de jeux.
La propagande national-socialiste présenta ce drame comme une attaque terroriste mise en œuvre par des aviateurs ennemis, afin de justifier des attaques de représailles de la part des forces aériennes allemandes.
N'oublions pas les morts, plus jamais la guerre. »

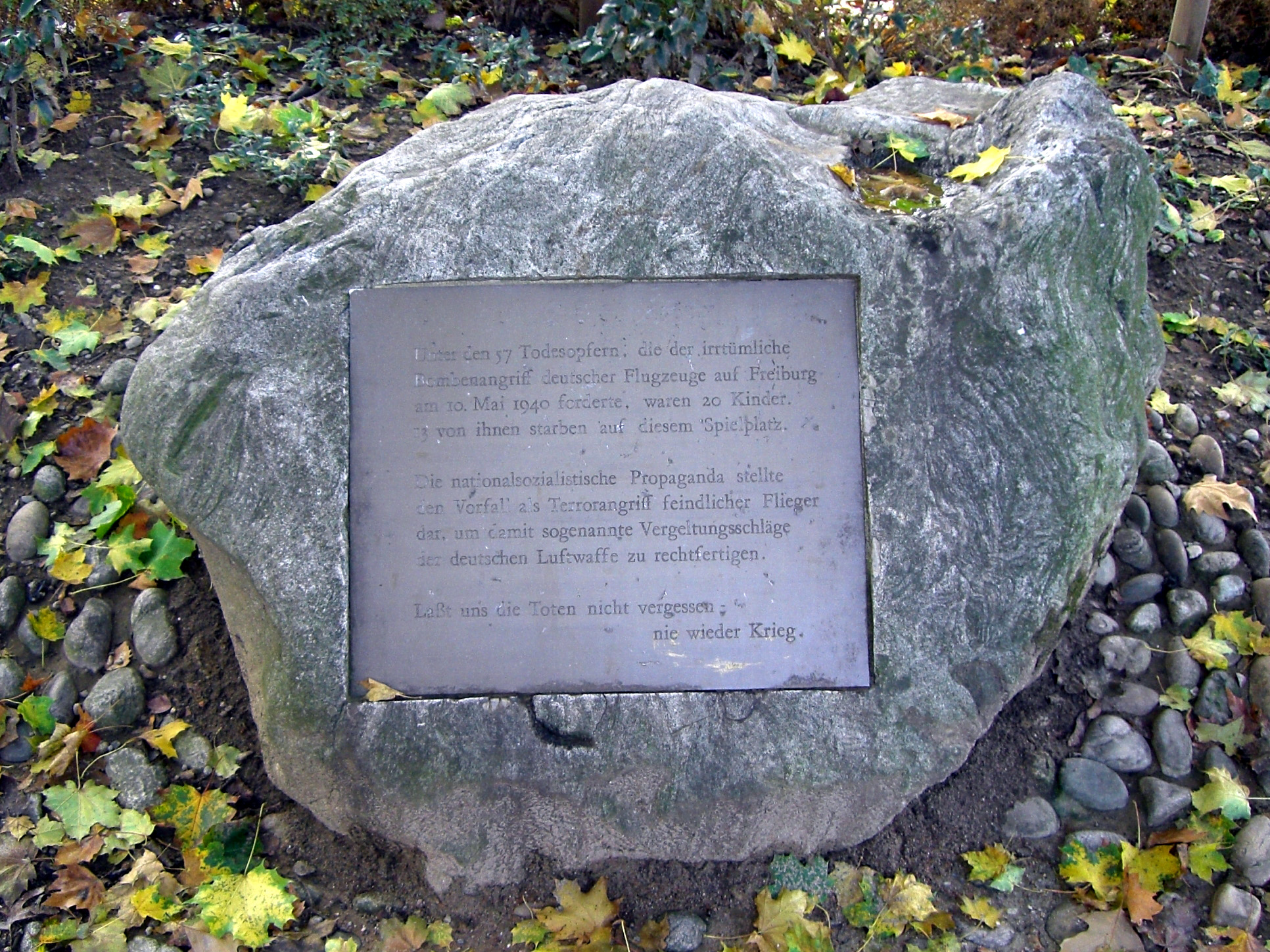
Monument commémoratif du bombardement.

Hermann Göring refuse de désavouer ses pilotes ; aussi le Deutsches Nachrichtenbüro affirme dès la nuit suivante que le bombardement est le fait d'avions français ou anglais, et qu'il sera suivi de représailles allemandes « cinq fois supérieures ». Cette interprétation est reprise par des journaux régionaux du sud de l'Allemagne, comme le Süddeutsche Zeitung. De l'aveu même des dignitaires nazis, et en particulier de Joseph Goebbels, le bombardement de Beauvais constitue la mise en place de ces représailles. Cette affirmation, corrélée avec la certitude que les autorités nazies savaient quels étaient les bombardiers ayant frappé Fribourg, est par la suite fortement remise en cause,.
De leur côté, le ministère de la guerre français puis la Royal Air Force affirment en connaissance de cause ne pas avoir bombardé Fribourg, autant en réponse au communiqué du Deutsches Nachrichtenbüro que pour rassurer les États-Unis alors neutres. Franz Halder ira, après la guerre, jusqu'à évoquer une mise en scène orchestrée par Hitler lui-même. Cette dernière version des faits n'est plus soutenue : le bombardement sur Fribourg fut accidentel, même si son exploitation par le régime nazi en a fait un acte de propagande,.